# 塔米·文森特
塔米·文森特（英語：Tammy Vincent），是美国青年女性，于1979年9月被杀，直到2007年（死后28年）才确认真实身份。

## 个人介绍
文森特是土生土长的华盛顿州西雅图人，在农场长大，17岁时离家出走，为了生活很可能进行卖淫。据报道，文森特在1979年夏天联系她的姐姐，说她想回家，这是她姐姐最后一次收到她的信息。
据报道，她被杀的原因可能是她要在法庭指证一个有组织犯罪组织的头目。在文森特被杀前一天晚上，有人看到与她样子相似的青年陪同一个白人男子购买一个冰锥以及丙酮，这两个物品很可能用于杀她。

## 谋杀
文森特的尸体于1979年9月26日在加利福尼亚州蒂伯龙被发现。死前文森特被打，头部中弹，刺了43刀，身体被丙酮点燃严重受损。目击者称看到一辆面包车从现场疾驰而去。识别人员无法识别尸体，只能确定眼睛颜色、身高、体重、性别和牙齿特征。她在死亡时穿着一件黑色衬衫，一条有米色、蓝色和红色的裤子以及高跟鞋。

## 尸体
为了确认文森特的身份，她的尸体在2002年挖出，送到弗吉尼亚州里士满做进一步检查。失踪和被谋杀儿童中心通过她的头骨创造一个合成图像。由于文森特的头部严重烧伤，无法收集到头发样本，不过腹下区的毛发可以进行DNA测试。2007年，文森特的母亲和姐姐的DNA样本与尸体的DNA匹配。
文森特于2007年8月7日被火化，她的骨灰由史蒂夫·纳什侦探（从1988年开始追查此案）从加利福尼亚州空运到华盛顿州，同月她的家人将她安葬。